# Monika Cabaj
Monika Cabaj (ur. 25 kwietnia 1981) – polska judoczka.
Była zawodniczka KS Gwardia Bielsko-Biała (1993-2001), KS AZS AWFiS Gdańsk (2002-2010). Dziewięciokrotna medalistka zawodów pucharu świata seniorów (Warszawa 1999 - brąz, Warszawa 2000 - brąz, Warszawa 2002 - brąz, Mińsk 2002 - brąz, Budapeszt 2006 - srebro, Tallin 2006 - brąz, Bukareszt 2006 - srebro, Moskwa 2007 - brąz, Sofia 2008 - srebro). Brązowa medalistka młodzieżowych mistrzostw Europy 2000. Czterokrotna mistrzyni Polski (1999, 2002, 2007, 2009), czterokrotna wicemistrzyni (2000, 2004, 2008, 2010) oraz trzykrotna brązowa medalistka (1997, 2003, 2005). Ponadto m.in. dwukrotna młodzieżowa mistrzyni Polski (2002, 2003) i trzykrotna mistrzyni Polski juniorek (1996, 1999, 2002).